# Pregnanolon
Pregnanolon, takođe poznat kao eltanolon (INN), kao i 3α,5β-tetrahidroprogesteron (3α,5β-THP) ili 3α-hidroksi-5β-pregnan-20-on, je endogeni neurosteroid koji se biosintetiše iz progesterona. On je pozitivni alosterni modulator GABAA receptora, kao i negativni alosterni modulator glicinskog receptora, i poznato je da ima sedativna, anksiolitička, anestetička, i antikonvulsantna dejstva. On je ispitivan za moguću kliničku primenu kao opšti anestetik, ali je proizvodio neželjene nuspojave kao što su povremene konvulzije, i iz tog razloga nije plasiran na tržište.